# 김리회
김리회(1987년 8월 26일 ~ )은 국립발레단에서 활동 중인 대한민국의 발레 무용수이다.

## 학력
- 선화예술학교 무용과 (졸업)
- 한국예술종합학교 무용원 실기과 예술가 (졸업)

## 소개
2003년 선화예술중학교 졸업 후 한국예술종합학교 무용원에 영재 입학하였고 2006년에 국립발레단에 입단했다. 배우자는 사업가이자 배우로 알려진 강도한이다.

## 수상
- 2002년 한국발레협회콩쿠르 금상
- 2004년 바르나국제발레콩쿠르 주니어부문 최우수 2인무상
- 2005년 서울국제무용콩쿠르 주니어부문 1위
- 2008년 한국발레협회상 신인상
- 2009년 모스크바국제발레콩쿠르 시니어부문 은상
- 2010년 아라베스크국제발레콩쿠르 베스트커플상
- 2010년 한국발레협회상 프리마발레리나상

## 작품
- 《코펠리아》 ... 스와닐다 역
- 《호두까기 인형》 ... 마리 역
- 《백조의 호수》 ... 오데뜨, 오딜 역
- 《스파르타쿠스》 ... 프리기아 역
- 《지젤》 ... 지젤, 패전트 역
- 《라 바야데르》 ... 니키아 역
- 말괄량이 길들이기.. 카타리나,비앙카 역